# Faisan d'Edwards
Lophura edwardsi
Espèce
Statut de conservation UICN

 CR C2a(i) : 
En danger critique
Statut CITES

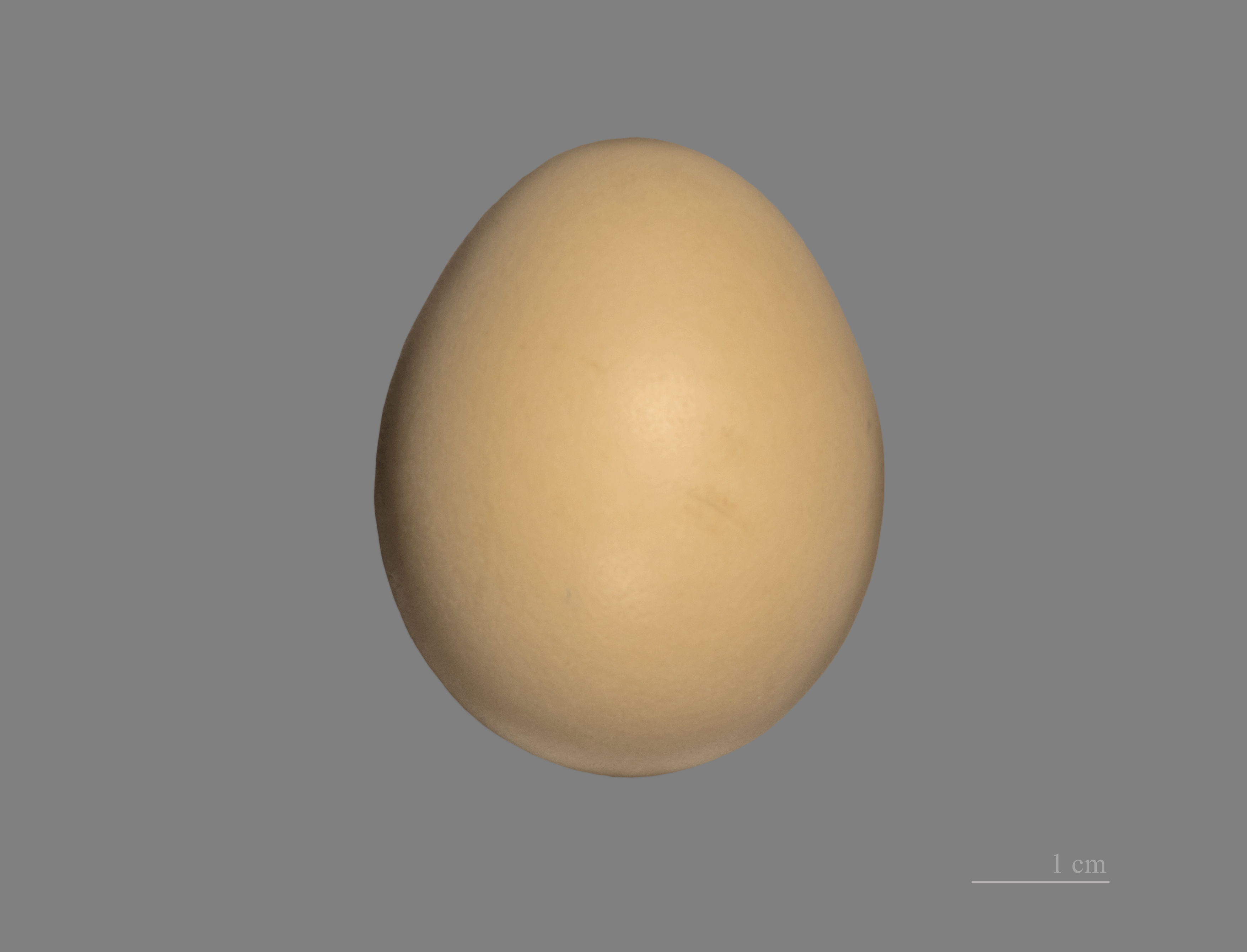
Lophura edwardsi- Muséum de Toulouse

Le Faisan d'Edwards (Lophura edwardsi), également appelé faisan du Vietnam, est une espèce de faisan appartenant à la famille des Phasianidae.
C'est une espèce endémique des forêts tropicales du Viêt Nam, un temps considérée éteinte avant d'en redécouvrir quelques individus dans les forêts du centre. Elle fait partie de la liste des 100 espèces les plus menacées au monde établie par l'UICN en 2012.

## Description
C'est un oiseau forestier de couleur foncée, avec reflets métalliques, pourvu d'une crête blanche touffue et de peau rouge sur les côtés de la face. Il porte une queue plutôt courte.
- Longueur 58 à 67 cm ;
- Cri d'alarme : puk-puk-puk ;
- Pattes : rouges.

Le bec, puissant et légèrement incurvé, est de couleur claire.

## Dimorphisme sexuel
Le mâle (adulte) est bleu-acier foncé tirant sur le noir sur presque tout le corps. Plumes garnies d'un liseré bleuté plus clair. Il est muni d'un crête blanche et de caroncules rouges couvrant l'avant de la tête. Pattes rosâtres. La femelle (adulte) est brunâtre avec des reflets bleutés. Ses plumes sont ornées d'un liseré foncé. Les juvéniles ont une couleur discrète rousse.

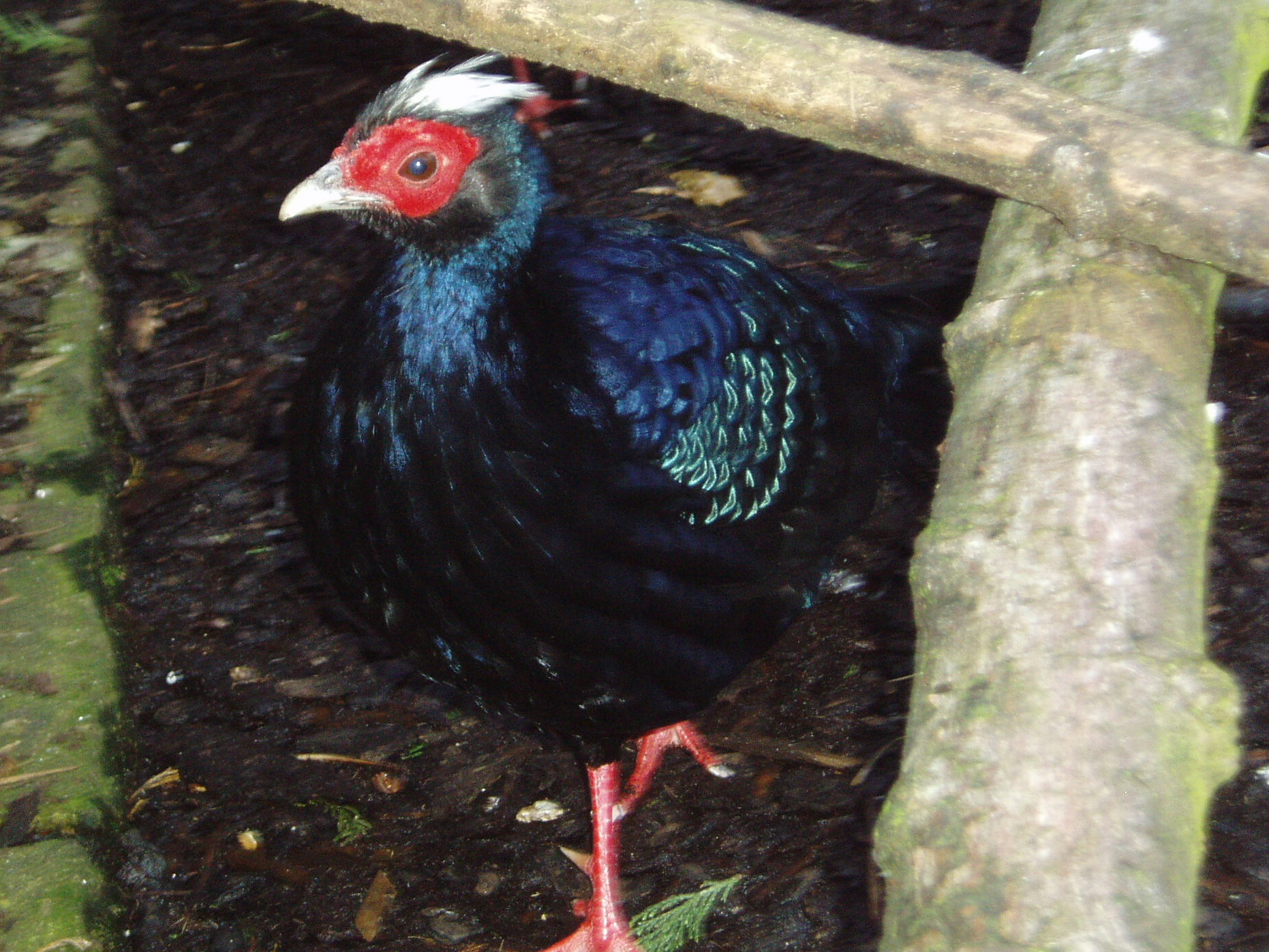
Mâle.
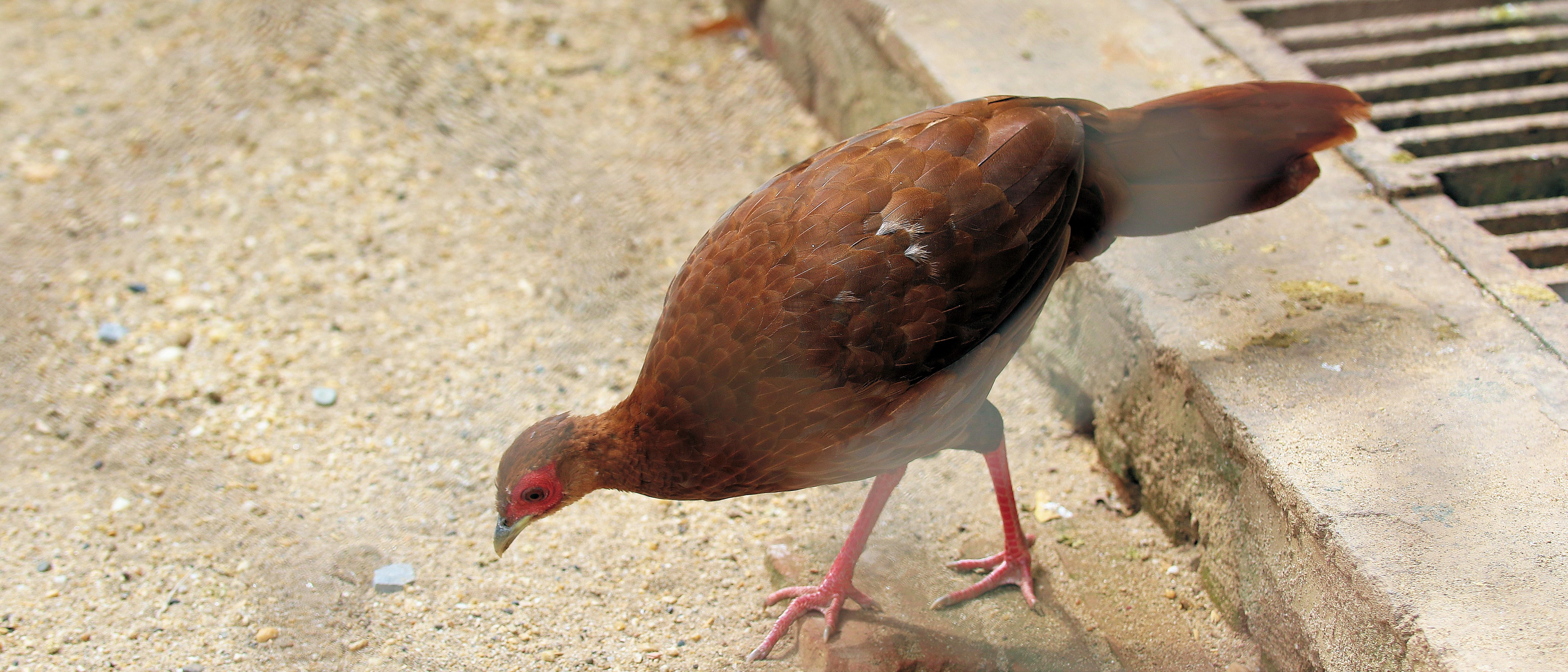
Femelle.
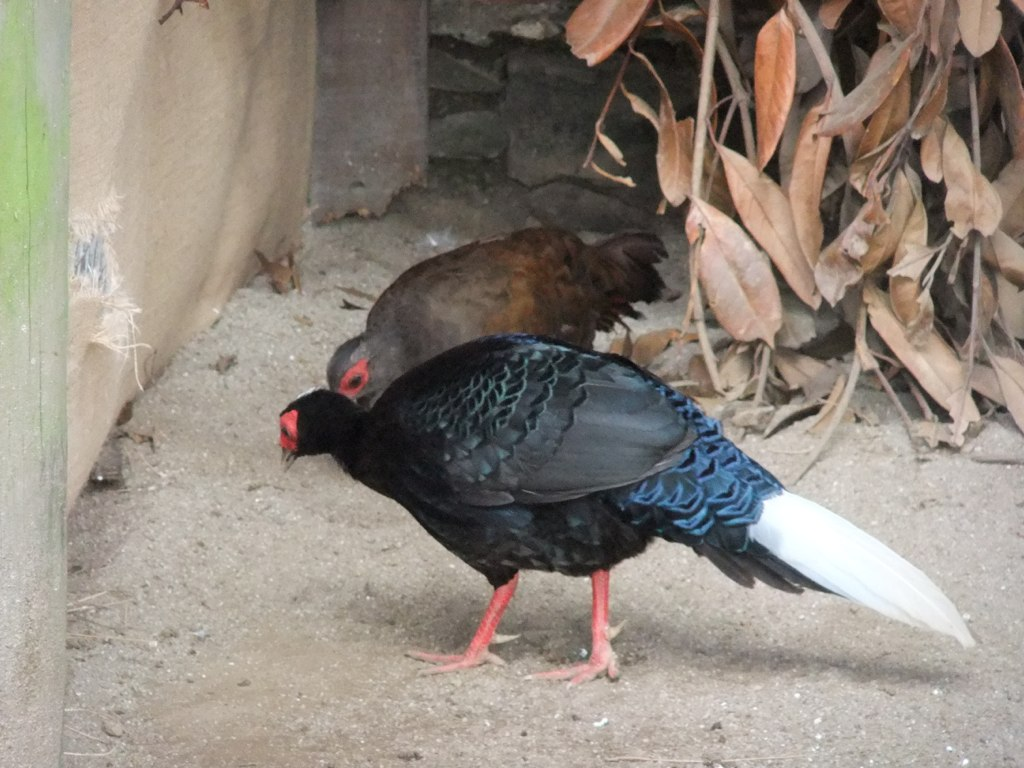
Couple.

## Distribution
Initialement décrite dans le centre d’Annam, centre du Viêt Nam (du sud de la province de Quang Binh, vers Vinh Linh, au sud de celle de Huế, vers Thua Luu et Hai Van Pass et, à l’ouest jusqu’à Lang Khoai, Huong Hoa, non loin de la frontière avec le Laos) par Delacour (1983), elle a été étendue aux régions de Co Bang et de Ha Tinh (Hennache & Dickinson 2000, Hennache & Ottaviani 2005).

## Habitat
Le faisan d’Edwards vit sur les pentes boisées des montagnes du centre de l’Annam, privilégiant les sous-bois denses à fourrés, lianes et fouillis végétal en zone très humide.

## Biologie
Toutes les données de la biologie de l’espèce (alimentation, comportement social et non social, parade nuptiale, nidification) émanent de l’observation en captivité.

## Durée de vie
Inconnue dans la nature. Un mâle captif a vécu 22 ans (DMNH label data).

## Historique
Le Père Renauld, missionnaire français en Annam, découvrit cette espèce en 1895 dans les montagnes de la province de Quang Tri, à une trentaine de kilomètres au nord-ouest de Huê au Viêt Nam. Il envoya quatre spécimens naturalisés au muséum de Paris d’après lesquels Oustalet fit sa description. Vingt huit années s’écoulèrent avant que l’on entende reparler de ce faisan et aucun spécimen vivant ne fut importé jusqu’en 1924 quand Jean Delacour en ramena 15 exemplaires de sa première expédition en Indochine. Sur ces quinze spécimens, Delacour garda quatre mâles et trois femelles à Clères, tous les autres étant des coqs qu’il offrit à différents jardins zoologiques et à des amis. Les années suivantes, d’autres spécimens furent capturés vivants ou mis en peau sur place. Les uns furent ramenés en Europe ou envoyés chez des amis de Delacour, les autres rejoignirent les muséums de Paris et Londres. Ces importations ont été étudiées en détail par Ciarpaglini et Hennache (1997) puis par Hennache et Dickinson (2000). Lors de la deuxième expédition, Delacour n’a obtenu que sept mâles qui furent tous mis en peau mais, en avril 1926 au cours d’un voyage au Japon, il offrit à Taka-Tsukasa deux mâles et une femelle (des volières de Pierre Jabouille au Viêt Nam), ces oiseaux firent souche l’année suivante. Il fallut attendre la quatrième expédition pour que des faisans d’Edwards vivants arrivent à nouveau en Europe. Aucun faisan d’Edwards ne fut capturé lors de la cinquième expédition. Les sixième et septième expéditions de Delacour ne permirent pas non plus de ramener d’autres oiseaux vivants. La seconde guerre mondiale et les combats qui sévirent au Viêt Nam ont empêché toute recherche du faisan d’Edwards. L’usage de défoliants et la déforestation liée à l’agriculture ont réduit la forêt originelle à des lambeaux si bien qu’entre 1988 et 1992, BirdLife organisa plusieurs expéditions pour retrouver l’espèce mais en vain. En 1992, au congrès de Lahore, le faisan d’Edwards fut déclaré probablement éteint mais quelques exemplaires furent découverts de façon épisodique jusqu’en 2000.

## Taxonomie
Hennache et al. 2003, 2005 ont aussi montré que, dans ces lambeaux forestiers, le faisan d’Edwards peut se croiser avec une autre espèce plus généraliste, le faisan argenté, et donner le faisan impérial (Lophura edwardsi X Lophura nycthemera) ou subir une dérive génétique caractéristique des petites populations et aboutir à une forme dégénérée, le faisan du Viêt Nam (ou de Vo Quy) (Lophura edwardsi hatinhensis), autrefois considéré comme une sous-espèce du faisan d’Edwards. Ces deux formes ne sont donc plus considérées comme de véritables entités taxonomiques et ne font pas l’objet d’articles spécifiques.

## Menaces
Le faisan d’Edwards est l’une des espèces de galliformes les plus menacées avec un classement « espèce en danger critique » sur la liste rouge de l’UICN (BirdLife International 2012) qui l'inclut dans sa liste des 100 espèces les plus menacées au monde en 2012. En milieu naturel, il survit dans un habitat très morcelé empêchant tout échange de matériel génétique entre les différentes sous-populations.
Cette espèce autrefois assez commune autour de Hué et Da Nang mais rare en de nombreux endroits est menacée, car aujourd'hui constituée d'un faible nombre d'individus, vivant en populations fragmentées. Elle a presque disparu dans la nature. Elle a probablement souffert de la guerre du Viêt Nam et en particulier des défoliations chimiques de la forêt.
Une réintroduction a été envisagée mais est rendue difficile par les menaces que constituent la chasse, la déforestation ou la dégradation ou la fragmentation des forêts